# Franz Tunder
Franz Tunder est un compositeur et organiste allemand, né à Lübeck en 1614 et mort dans la même ville le 5 novembre 1667.

## Biographie
Il aurait été l'élève de Frescobaldi. Il exerce comme organiste de cour à Gottorp de 1632 à 1641 puis est nommé titulaire de l’orgue de l'église Sainte-Marie, église principale de la ville de Lübeck.
Il institue la tradition des « Abendmusiken », cycles de concerts donnés lors des deux derniers dimanches après la Trinité (correspondant aux 33e et 34e dimanches de notre temps ordinaire), ainsi que des trois dimanches précédant Noël. Cette institution sera reprise par Dietrich Buxtehude, son successeur, qui épouse la fille de Tunder peu de temps après la mort de ce dernier.

## Œuvres
Tunder est un important représentant de l’école d’orgue d’Allemagne du Nord, mais un petit nombre de ses compositions nous sont parvenues :
- 5 préludes (4 en sol mineur, 1 en fa majeur)
- Canzone en Sol majeur sur un thème de Della Porta
- Fantaisies de choral :
  - Auf meinen lieben Gott
  - Christ lag in Todesbanden
  - Herr Gott, dich loben wir
  - In dich hab ich gehoffet, Herr
  - Jesus Christus, unser Heiland
  - Jesus Christus, wahr Gottes Sohn
  - Komm, Heiliger Geist, Herre Gott
  - Was kann uns kommen an für Not

et (d'attribution incertaine)
- Allein zu dir, Herr Jesu Christ
- Ein feste Burg ist unser Gott

qui sont peut-être de Heinrich Scheidemann.

## Hommages
L'astéroïde (7871) Tunder est nommé en son honneur.